# Редди-Наги, Шобха
Шо́бха На́ги-Ре́дди (хинди शोभा नागिरेड्डी; 16 ноября 1968, Аллагадда, Андхра-Прадеш, Индия — 24 апреля 2014, Хайдарабад, Андхра-Прадеш, Индия) — индийский политик. Была Членом Законодательного собрания и принадлежала к политической партии «YSR Congress Party» до своей смерти.

## Биография
Шобха Наги-Редди родилась 16 ноября 1968 года в Аллагадде (штат Андхра-Прадеш, Индия) в семье политика и бывшего министра Андхра-Прадеша С.В. Субба Редди. Её младший брат, С.В. Мохан Редди, так же политик.
С 1986 года и до своей смерти, Шобха была замужем за политиком Бхумой Наги-Редди (род.1964). У супругов было трое детей  — двое дочерей и один сын.
23 апреля 2014 года Шобха принимала участие в избирательной кампании по поводу предстоящих выборов в Хайдарабаде и, возвращаясь домой около 10:30 вечера, попала в автокатастрофу на своём внедорожнике. Несколько часов спустя, в ночь на 24 апреля, 45-летняя Наги-Редди скончалась от полученных травм в местном госпитале. 